# قرصعنة صغيرة
القِرصَعنة الصغيرة (باللاتينية: Eryngium pusillum) أو القِرصَعنة البرميلية (باللاتينية: Eryngium barrelieri) نوع نباتي عشبي يتبع جنس القِرصَعنة من الفصيلة الخيمية.

## الموئل والانتشار
موطنه الأصلي بلاد الشام والمغرب العربي وإيطاليا.